# Herb Daniłowa
Herb Daniłowa (ros. Данилов) − miasto (od 1777) w Środkowej części Rosji, w obwodzie jarosławskim, ustanowiony został 29 lipca 1999 r. Oficjalnie opisuje się go tak: Herb przedstawia tarczę herbową podzieloną na dwa ukośne pola z lewej dolnej do górnej prawej. Na górze herbu znajduje się srebrne pole, w dolnej części szachownica zielono biała. Spod szachownicy w stronę srebrnego pola wychodzi niedźwiedź, trzymający w lewej łapie halabardę.